# Paolo Ciclitira
Paolo Ciclitira (Trieste, 1º novembre 1941 – Como, 28 luglio 2019) è stato un calciatore italiano, di ruolo centravanti.

## Carriera
Cresciuto nella Triestina, giocava come ala o centravanti. Ha disputato tre stagioni con il Monfalcone, poi la stagione 1966-1967 all'Udinese, ritornò al Monfalcone per due stagioni e poi la Serie B al Como, con la cui maglia ha esordito in Serie B a Mantova il 14 settembre 1969, partita sospesa per la forte pioggia, quindi il vero esordio in Como-Catania (0-2) il 21 settembre 1969, poi la Triestina, la squadra alabardata nella quale era cresciuto.